# Tony Abbott
Anthony John Abbott, noto come Tony Abbott (Londra, 4 novembre 1957), è un politico australiano.

## Biografia
Nato da madre australiana e padre di origini britanniche, più precisamente di Newcastle upon Tyne, è stato Primo ministro del Commonwealth dell'Australia dal 18 settembre 2013 al 15 settembre 2015; il giorno prima il congresso del suo partito gli ha negato la fiducia.
Abolisce il Ministero della Scienza, l'Autorità per i cambiamenti climatici e la Commissione per il clima. Annuncia anche l'abolizione della carbon tax, introdotta nel 2012, che mirava a ridurre le emissioni di CO2, di cui l'Australia è uno dei maggiori emettitori, obbligando le 500 aziende più inquinanti a comprare permessi di emissione. Nel 2014, il governo approverà lo scarico dei rifiuti di dragaggio di un'espansione del porto di esportazione del carbone nelle acque della Grande Barriera Corallina. Gli investimenti pubblici in Energia rinnovabile diminuiranno del 70%. Si impegna anche a ridurre le misure per proteggere gli oceani e la fauna marina. "Dal 2013 al 2017, il governo federale ha speso un sacco di soldi per elaborare una nuova legge, con il sostegno delle lobby della pesca industriale e ricreativa", dice Jessica Meeuwing, direttore del Centre for Marine Futures. Più di 1 200 scienziati di tutto il mondo hanno espresso preoccupazione per un nuovo piano "scioccante".